# Nut Job - Operazione noccioline
Nut Job - Operazione noccioline (The Nut Job) è un film d'animazione del 2014 diretto da Peter Lepeniotis e realizzato in CGI. Il film si basa sul cortometraggio Spocchia lo scoiattolo del 2005.
È uscito nel 2017 il sequel dal titolo Nut Job - Tutto molto divertente.

## Trama
La storia è ambientata nella cittadina di New York negli anni 1960. In un parco pubblico vive un gran numero di animali, al cui comando vi è il Boss: un procione. L'egoista Spocchia, uno scoiattolo rosso nordamericano, predilige comunque agire in proprio a causa del suo egoismo, e perciò gli altri animali lo disprezzano, eccetto il suo unico amico "Amico", un topo muto, e Andie, una gentile e laboriosa femmina di scoiattolo che tenta costantemente di convincerlo a collaborare, senza mai riuscirci. Una mattina d'autunno Spocchia e Amico progettano una rapina ad un carretto di arachidi. In quel periodo le scorte di cibo degli animali del parco sono scarse, perciò il Boss ordina a Andie di cercarne insieme a Vanesio, un borioso e ottuso scoiattolo grigio orientale considerato da tutti l'eroe del parco.
Dopo che i due gruppi si accorgono di aver puntato lo stesso obiettivo, Andie tenta di convincere Spocchia a dividere le arachidi del carretto, il quale viene incendiato accidentalmente da quest'ultimo, provocando successivamente la distruzione dell'albero dove gli animali conservavano le loro poche riserve di cibo. A seguito di ciò, Spocchia viene bandito dal parco, trovandosi costretto a vivere in città. Dopo essersi ricongiunto con Amico, i due vengono attaccati da un gruppo di ratti e durante un inseguimento finiscono in un negozio di arachidi. Una volta dentro si scopre che questo è in realtà una copertura usata da una banda di rapinatori guidati dall'ex detenuto King per effettuare una rapina alla banca, la quale è collegata al negozio stesso tramite un tunnel scavato sottoterra.
Frattanto, il Boss manda Andie e Vanesio in città, in modo che trovino cibo per l'inverno. Eppure, una volta usciti dal parco vengono attaccati da un ratto che ruba loro le provviste, così Vanesio decide di lasciare Andy sola per inseguirlo. Spocchia e Amico intanto non riescono a raggiungere l'esorbitante scorta di frutta secca contenuta nel seminterrato a causa della guardia di Sottiletta, il carlino femmina usato dai rapinatori come cane da guardia. Ciò cambia dopo che Spocchia riesce ad impossessarsi di un fischietto ad ultrasuoni per cani, seppure per ottenerlo è costretto a stringere con Andie un patto: dividere equamente con il parco la frutta secca contenuta nel negozio. Dopo averne parlato con gli altri animali, il Boss organizza una squadra per portare il cibo fuori dal negozio scavando un tunnel, composta dai tre fratelli marmotta americana Johnny, Jimmy e Jamie e il suo goffo braccio destro talpa, seppure ordini loro di non rispettare il patto con Spocchia, intendendo tenere tutto il cibo del negozio per loro.
Durante i giorni di collaborazione, gli animali iniziano ad avere dei ripensamenti su Spocchia e Andie gli confessa il piano del Boss, seppure lei gli prometta che avrà comunque la sua parte. Il tunnel scavato dai rapinatori e quello degli animali vengono ultimati contemporaneamente. Il Boss, scontento della situazione, in quanto "meno cibo significa più controllo", ordina a Talpa di annegare il tunnel per fare fallire il piano. Tuttavia Spocchia lo scopre riuscendo a salvare le marmotte e  facendo confessare alla talpa il piano del Boss. Quando Spocchia ritorna dagli animali per raccontare loro ciò che ha scoperto, nota che Vanesio (ricomparso improvvisamente) si è preso il merito del salvataggio. Tuttavia, dopo che Spocchia dice loro ciò che gli ha detto Talpa, gli animali non gli credono, facendogli notare che, a differenza sua, il Boss non ha mai fatto loro dei torti. Andie tenta di prendere le difese di Spocchia, ma lui controbatte affermando che tutti loro sono unicamente capaci di prendere ordini anziché pensare con la propria testa. Dopo aver detto ciò, si allontana da solo.
Mentre cerca di racimolare la sua parte di arachidi, Spocchia viene catturato dai detenuti e chiuso in gabbia. Viene tuttavia lasciato andare, dopo che Sottiletta chiede a Lana, la fidanzata di King, di liberarlo mugolando nella sua direzione. Spocchia rimane colpito da ciò, in quanto non ha usato il fischietto e capisce cosa significa essere altruisti. Una volta uscito, viene attaccato dal Boss e dai ratti al suo seguito, il quale gli confida del suo piano di sbarazzarsi di Andie e degli altri durante la rapina. Spocchia riesce a fuggire con l'aiuto di Vanesio, e lo informa del piano del Boss, affermando che è lui l'eroe del parco e pertanto è compito suo salvare gli altri. Durante la messa in atto della rapina, gli animali tentano di scaricare dai furgoni blindati i sacchi contenenti la frutta secca, ma vengono chiusi dentro di uno dal Boss.
Durante la fuga dei rapinatori dalla polizia, i due scoiattoli riescono a salvare gli altri, ma il Boss tenta di fare ricadere tutte le colpe su Spocchia. Vanesio interviene rivelando ciò che ha fatto per lui e per tutti, perciò il Boss viene finalmente scoperto. A causa di un tamponamento, il furgone finisce nel fiume, e Spocchia e il Boss finiscono in bilico su di una cascata, venendo trattenuti dagli animali sul fischietto per cani, ma Spocchia decide di mollare la presa per salvare il parco dalla tirannia del Boss, dopo aver salutato Amico per l'ultima volta. Dopo ciò, le arachidi e le noci vengono trascinate nel parco dal fiume e tutti gli animali riconoscono in Vanesio l'eroe che ha portato loro il cibo. Sottiletta, Amico e Andie ritrovano il corpo di Spocchia sulla riva del fiume, e si riscopre miracolosamente vivo. Dopo di ciò, Andie tenta di condurlo dagli altri in modo che tutti sappiano ciò che ha fatto, ma lui afferma che non è stato lui, ma sono stati tutti, capendo finalmente cosa significa lavorare in gruppo e afferma che da quel momento in avanti lui lavorerà insieme a lei per sfamare il parco.
In seguito , si scopre che il Boss è sopravvissuto ma si trova nel mezzo del mare aperto su una sorta di "isolotto" circondato dagli squali.

## Distribuzione
Il primo teaser trailer del film è uscito il 27 settembre 2013; il film è uscito nelle sale italiane il 1º maggio 2014.

## Accoglienza

### Incassi
La pellicola indipendente, costata 42 milioni di dollari, ne ha incassati oltre 120 milioni in tutto il mondo.